# 道の駅湖畔の里福富
道の駅湖畔の里福富（みちのえき こはんのさとふくとみ）は、広島県東広島市福富町久芳にある国道375号の道の駅である。

## 概要
福富ダムの人造湖である「しゃくなげ湖」に面しており、展望台から「しゃくなげ湖」と福富ダムのほか賀茂台地を一望することができる。

## 沿革
- 2008年（平成20年）
  - 5月19日 - 登録。
  - 9月20日 - 開業。
- 2013年（平成25年）9月 - 森の妖精をイメージした「フック&トミー」をイメージキャラクターに決定[1]。

## 施設
- 駐車場
  - 第１駐車場　普通車：154台　大型車：10台　思いやり駐車場: 3台
  - 第２駐車場　普通車：170台（RVパーク６台併設）
- トイレ（いずれも24時間利用可能）
  - 男：大 3器、小 2器
  - 女：5器
  - 身障者用：1器
- 公衆電話：1台
- 情報コーナー
- レストラン
- イートインスペース
- 売店（交流館、野菜館）
- 公園　無料の大型遊具の多数設置、一部有料遊具施設あり
- キャンプ場
  - デイキャンプ場　１２サイト
  - 宿泊キャンプ場　７サイト
- コインシャワー　３基（利用料金は3分200円）
- 多目的ホール
- 多目的グランド
- 芝生広場
- RVパーク（第２駐車場に６台併設）

## 休館日
- 年中無休（レストランのみ水曜日）

## アクセス
- 国道375号（福富豊栄バイパス） - 登録路線
  - 呉市方面 - 国道2号西条バイパス - 東広島市西条町 - 西条IC（山陽自動車道） - 道の駅湖畔の里福富（福富豊栄バイパス 東広島市福富町） - 東広島市豊栄町 - 三次市三和町 - 三次IC（中国自動車道） - 三次市方面
- 国道486号（国道375号と重複）
  - 東広島市八本松町 - 東広島市西条町 - 西条IC - 道の駅湖畔の里福富 - 東広島市豊栄町 - 三原市大和町 - 大和南IC（広島中央フライトロード 広島空港方面） - 三原久井IC（山陽自動車道） - 尾道市御調町 - 府中市方面
- 広島県道33号瀬野川福富本郷線（福富町上戸野で国道375号 福富豊栄バイパスに接続）
  - 東広島市志和町方面 - 東広島市福富町上戸野 - 東広島市河内町 - 三原市本郷町
- 広島県道60号大和福富線（福富町久芳 久芳交差点で国道375号に接続）
  - 三原市大和町 - 東広島市福富町久芳
- 広島県道340号下竹仁久芳線

道の駅から北東へ約1kmの国道375号沿いに「久芳」バス停があり、芸陽バスが停車する。
- 豊栄-西条線（豊栄 - 久芳 - 上戸野 - 造賀 - 稲木 - 吉行 - 西条駅前）
- 豊栄-高美が丘-西条線（豊栄 - 久芳 - 上戸野 - 造賀 - 近畿大学 - 高美が丘 - 西高屋駅前 - 吉行 - 西条駅前）
- 磯松線（豊栄 - 久芳 - 上戸野 - 造賀 - 正力 - 磯松団地 - 寺家駅 - 西条駅前）
- 西河内線（豊栄 - 久芳 - 上戸野 - 河戸 - 河内駅前）

東広島市コミュニティバスの「湖畔の里福富」バス停があり、豊栄そよかぜ号 能良・乃美陰地線（湖畔の里福富 - 豊栄町方面 月曜・木曜に運行）が発着する。

## 周辺
- 福富ダム
- 福富郵便局
- 東広島市役所福富支所